# David McAllister (ballerino)
David Graeme McAllister (Perth, 25 novembre 1963) è un ex ballerino e direttore artistico australiano.

## Biografia
David McAllister è nato e cresciuto a Perth e ha studiato danza all'Australian Ballet School. Nel 1983 è stato scritturato dall'Australian Ballet e nel 1986 è stato promosso a primo ballerino. In questa veste ha danzato molti dei principali ruoli maschili del repertorio, tra cui Eugene Onegin in Onegin, Romeo in Romeo e Giulietta, il Principe ne La bella addormentata, Basilio in Don Chisciotte, Des Grieux in Manon, Franz in Coppélia e Jean ne La Fille mal gardée.
Nel 1985 ha vinto la medaglia di bronzo alla Competizione Internazionale di Balletto a Mosca; successivamente è stato invitato a danzare come ospite con compagnie sovietiche di alto profilo, tra cui 
il Balletto Bol'šoj, il Balletto Mariinskij e il balletto nazionale georgiano. Nel 1989 è stato étoile ospite del National Ballet of Canada, dove ha danzato nel Romeo e Giulietta di John Cranko, Etudes e The Four Temperaments. Negli anni successivi ha danzato con il Birmingham Royal Ballet ed il Singapore Ballet, mentre nel 1992 ha ballato con il Royal Ballet in una rappresentazione di Coppélia al cospetto della principessa Diana.
Ha dato il suo addio alle scene il 24 marzo 2001 dopo una rappresentazione di Giselle alla Teatro dell'Opera di Sydney. Nel luglio dello stesso anno è stato nominato direttore artistico dell'Australian Ballet, una carica che ha mantenuto per vent'anni prima di essere sostituito da David Hallberg nel 2021.

### Vita privata
McAllister è dichiaratamente gay e unito civilmente al commediografo Wesley Enoch.